# Melanargia titania
Melanargia titania är en fjärilsart som beskrevs av Calberla 1891. Melanargia titania ingår i släktet Melanargia och familjen praktfjärilar. Inga underarter finns listade i Catalogue of Life.